# Ilos (Sohn des Mermeros)
Ilos (altgriechisch Ἴλος) ist eine Figur der griechischen Mythologie.
Ilos ist der Sohn des Mermeros, des Königs von Ephyra, womit laut Strabon die Stadt in Elis gemeint ist, während Apollodor von Athen in einem überlieferten Fragment mitteilt, dass es sich um das thesprotische Ephyra gehandelt habe. Doch könnte auch eine andere Stadt des Namens Heimat des Mermeros und des Ilos gewesen sein. Apollodor und Eustathios von Thessalonike in seinem Kommentar zur Odyssee nennen Iason und Medea als Urgroßeltern des Ilos. Er selbst spielt eine kleine Nebenrolle in Homers Odyssee: Als Odysseus von ihm Gift erbittet, um damit seine Pfeile zu bestreichen, verweigert ihm Ilos diese Unterstützung, da er fürchtet, dies würde das Missfallen der Götter erregen. Odysseus muss daraufhin weiterreisen, um sich das Pfeilgift anderweitig zu beschaffen.